# Hans Gruber (calciatore)
Hans Gruber (4 giugno 1905 – 9 ottobre 1967) è stato un calciatore tedesco, di ruolo centrocampista.